# 탑승권

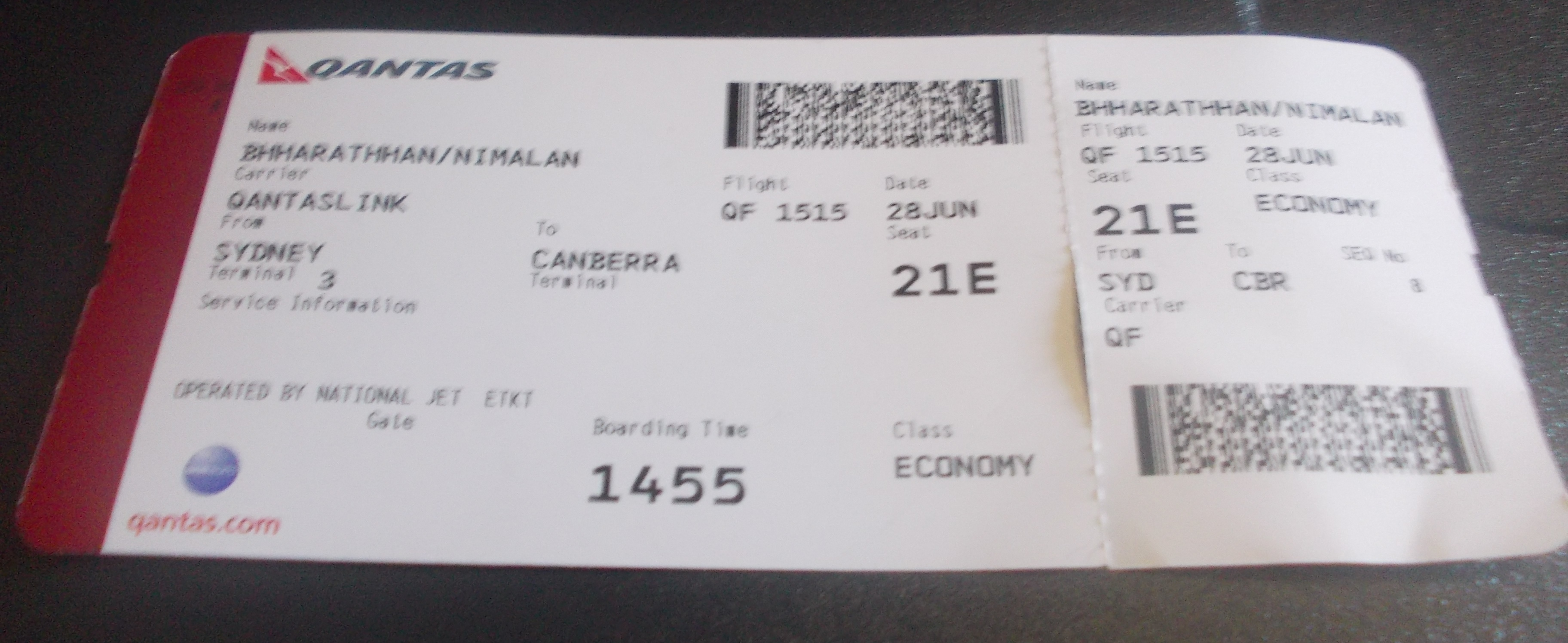
콴타스 항공의 국내선 탑승권

DC 코믹스 고담시티와 메트로폴리스간의 탑승권

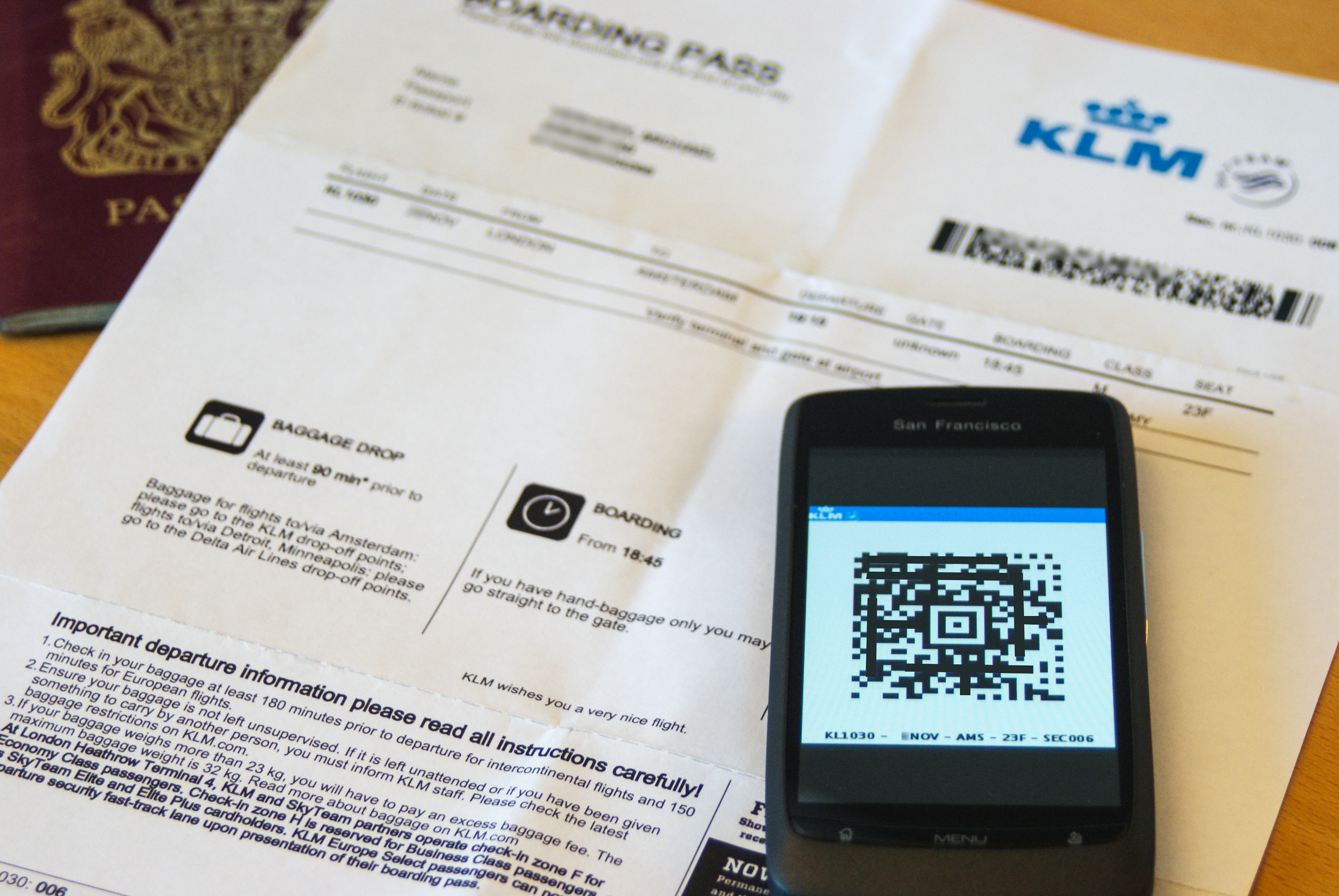
KLM의 모바일 탑승권과 종이 탑승권

탑승권(搭乘券)은 비행기, 선박, 버스 등을 탈 수 있는 티켓이다.
탑승권은 공항 체크인 시 항공사에서 제공하는 문서로, 승객이 공항의 제한 구역(공항의 에어사이드 부분이라고도 함)에 들어가고 특정 목적으로 비행기에 탑승할 수 있도록 허가한다. 비행. 최소한 승객, 항공편 번호, 날짜 및 출발 예정 시간을 식별한다. 탑승권은 또한 승객이 받을 수 있는 특전(예: 라운지 이용, 우선 탑승)의 세부 정보를 표시할 수 있으므로 자격을 보여주기 위해 해당 시설의 입구에 제시된다.
경우에 따라 전단지는 온라인으로 체크인하고 탑승권을 직접 인쇄할 수 있다. 전자 장치에 저장하거나 탑승 중에 스캔되는 항공사 앱에서 저장할 수 있는 코드도 있다. 승객이 공항의 보안 구역에 입장하려면 탑승권이 필요할 수 있다.
일반적으로 전자 항공권을 소지한 승객은 탑승권만 있으면 된다. 승객이 종이 항공권을 소지하고 있는 경우 승객이 항공기에 탑승하려면 해당 항공권(또는 탑승권)을 탑승권에 부착해야 할 수 있다. "연결 항공편"의 경우, 다른 항공기 탑승 여부에 관계없이 각각의 새로운 구간(다른 항공편 번호로 구분됨)에 대한 탑승권이 필요하다.
종이 탑승권(및 항공권(있는 경우)) 또는 그 일부는 때때로 게이트 직원이 승객 수의 교차 확인을 위해 수집하고 계산하지만, 더 자주 스캔(바코드 또는 마그네틱 스트립을 통해)하고 승객에게 반환한다. 탑승권의 바코드 및 자기 스트립에 대한 표준은 IATA에서 발행한다. 바코드 표준(Bar Coded Boarding Pass)은 전자 탑승권을 위해 종이 탑승권에 인쇄되거나 휴대폰으로 전송되는 2D 바코드를 정의한다. 마그네틱 스트라이프 표준(ATB2)은 2010년에 만료되었다.
대부분의 공항과 항공사에는 제트 웨이 도어 또는 탑승 게이트에서 탑승권의 유효성을 확인하는 자동 판독기가 있다. 이것은 또한 항공사의 데이터베이스를 자동으로 업데이트하여 승객이 탑승했고 좌석이 사용되었으며 해당 승객의 위탁 수하물이 계속 탑승할 수 있음을 보여준다. 이렇게 하면 게이트에서 서류 작업 속도가 빨라진다.
보안 검색 중에 직원은 탑승권을 스캔하여 승객을 인증한다.
항공사가 특정 항공편의 게이트에 제시된 모든 탑승권을 스캔하고 실제로 항공기에 탑승한 승객을 알게 되면 데이터베이스 시스템이 해당 항공편의 승객 명단을 컴파일할 수 있다.

## 같이 보기
- 항공권